# 大阪市立太子橋小学校
大阪市立太子橋小学校（おおさかしりつ たいしばししょうがっこう）は、大阪府大阪市旭区にある公立小学校。

## 沿革
- 1949年4月 - 大阪市立古市小学校太子橋分校を開設。
- 1949年9月 - 太子橋分校が大阪市立太子橋小学校として分離開校。

## 通学区域
- 大阪市旭区 太子橋1丁目-3丁目、大宮5丁目13番、14番、18番。

卒業生は大阪市立今市中学校へ進学する。

## 交通
- 地下鉄谷町線 太子橋今市駅 北へ約100m。